# Вебли-Фосбери (револвер)
Аутоматски револвер Вебли-Фосбери (енгл. Webley–Fosbery Self-Cocking Automatic Revolver), британски полуаутоматски револвер с краја 19. века. Коришћен током Првог светског рата.

## Карактеристике
Вебли-Фосбери био је полуаутоматски револвер. Упоредо са појавом аутоматског оружја, израђени су полуаутоматски револвери, код којих се при опаљењу горњи склоп (цев и добош) трзао уназад по хоризонталној осовини (шинама) на оквиру, при чему се добош окретао и запињао ороз. Ти револвери нису нашли ширу примену, пошто су их убрзо потисли полуаутоматски пиштољи.

## Историја
Пуковник Џорџ Фосбери, носилац Викторијиног крста, повукао се у пензију из британске војске 1877. и посветио се конструкцији аутоматског оружја. Тако је конструисао јединствен полуаутоматски револвер, у коме се енергија барутних гасова користила за напињање ороза и окретање добоша. Овај револвер произвела је фирма Вебли из Бирмингемаː први пут је демонстриран 1900, а следеће године ушао је у серијску производњу. Након првог хица, трзај цеви радио је сав посао, тако да је револвер имао веома осетљив обарач, што је повећавало прецизност и брзину гађања. Иако брз и прецизан, револвер није био популаран, пошто се компликовани механизам лако заглављивао због прљавштине. 

## Спољашњи извори
- Minute of Mae: British Webley Fosbery
- Major Fosbery's Automatic Revolver: History and Mechanics
- History of WWI Primer 136: British Webley Fosbery Documentary